# Tin Man
Tin Man är en amerikansk miniserie i tre delar från år 2007. Serien producerades av Sci Fi Channel och tillhör genren science fantasy.

## Handling
Dorothy Gale är en uttråkad, ung kvinna som arbetar som servitris och pluggar på deltid. Plötsligt har hon hamnat i OZ (Outer Zones) där hon måste bekämpa den ondskefulla häxan Azkadellia och hennes följeslagare. Ett långt äventyr tar sin början, och längs vägen träffar hon tre underliga karaktärer som vill hjälpa henne. De lär känna varandra och blir nära vänner. Men ska de lyckas hindra Azkadellia från att verkställa sina onda planer?

## Om serien
Serien är baserad på filmen Trollkarlen från Oz från 1939, där Judy Garland spelar huvudrollen. "Tin Man" är ingen nyinspelning, utan det är mer en uppdaterad version av filmen.

## Rollista (i urval)
- Zooey Deschanel - Dorothy "DG" Gale
- Alan Cumming - Glitch
- Richard Dreyfuss - Mystic Man
- Kathleen Robertson - Azkadellia